# TOKAI
株式会社TOKAI（トーカイ、登記上の商号: 株式会社ザ・トーカイ）は、LPガス事業を行う日本の株式会社である。
ガス事業のほか、住宅建築事業、保険事業、ウォーターサーバー事業、リフォーム事業も行っている。

## 沿革
- 1950年（昭和25年）12月 - 焼津市に焼津瓦斯株式会社設立、翌年4月より都市ガス供給開始。
- 1956年（昭和31年）12月 - 東海瓦斯株式会社に商号変更。
- 1959年（昭和34年）5月 - 新光石油瓦斯株式会社を設立、LPガス業界に参入。
- 1963年（昭和38年）1月 - 新光石油瓦斯株式会社を合併、LPガス部門を直営化。
- 1967年（昭和42年）1月 - 都市ガス部門を東海都市ガス（現・東海ガス）として分社化[注釈 1]。
- 1967年（昭和42年）3月 - 静岡市に本社を移転。
- 1979年（昭和54年）
  - 5月20日 - 藤枝市でガス漏出事故発生。(後述)
  - 9月 - 名古屋証券取引所第2部に上場。
- 1981年（昭和56年）9月 - 名証1部に指定替え。
- 1987年（昭和62年）3月 - 東京証券取引所第1部に上場。
- 1987年（昭和62年）10月 - TOKAIに商号変更。
- 2011年（平成23年）
  - 4月 - ビック東海（現・TOKAIコミュニケーションズ）と共に株式移転による共同持株会社株式会社TOKAIホールディングスを設立し、経営統合。
  - 10月 - 情報通信事業を吸収分割によりビック東海に承継。ビック東海がTOKAIコミュニケーションズに商号変更。

## 主要事業
- エネルギー関連事業
  - 家庭用LPガス - LPガス供給、ガス機器提供（給湯器・調理機器・床暖房・ファンヒーターなど）、
  - 産業用ガス - LPガス・LNG供給、一般高圧ガス供給、工業炉開発
  - オートガス - 自動車燃料用LPガス供給
  - 石油スタンド - ステーション直営、石油類卸売
  - リフォーム
- アクア事業
  - おいしい水の宅配便 - 富士山天然水「朝霧のしずく」提供、南アルプス純水「ピュア純水」提供、「うるのん」提供[1]
- 住宅関連事業
  - 住宅・設備・建築・不動産 - 戸建住宅・マンション・オフィスビルなどの提供・販売
  - 賃貸 - 賃貸店舗提供（静岡駅前「葵タワー」内）、賃貸オフィス提供
  - 保険 - 損害保険（自動車、火災、海外旅行など）提供、生命保険提供
  - セキュリティ - セキュリティサービス（ALSOKと提携）
  - 設備工事 - 空調設備、衛生設備の設計・施工・保守点検
  - 設備機器 - 住宅設備機器の販売及び設計施工
  - オフィス機器 - オフィス機器（コピー機など）貸付・提供、家具貸付・提供
  - ビル・マンショントータルサポート - ビル・マンション総合管理システム提供
- その他の事業
  - くらしのSOS - 静岡総合情報サービス

## 藤枝市都市ガス漏出事故
東海都市ガス時代の1979年（昭和54年）5月19日、国鉄藤枝駅駅前に位置する藤枝市前島1丁目1611番地（現在の同市駅前2丁目）の静岡県道222号上青島焼津線地下に敷設されていた東海都市ガスの中圧ガス導管（1956年12月敷設）の本管の3分の2に亀裂が入り、ガス漏れが発生した。漏洩したガスは地中を伝い、排水口などから民家へ流入し、付近に在住していた歯科医院と陶器店の2家族10人と、青果店で飼われていた犬と小鳥が一酸化炭素中毒により死亡、30名が重軽症を負う事態となった。解剖の結果、搬送後に死亡した1名を除く9名は19日午後9時から翌日20日午前2時頃の間に死亡したと推定された。事故が発覚したのは翌日5月20日である。東海都市ガスに付近のレストランよりガス臭いという通報が寄せられ、13時30分頃に同社の社員が調査したが、異常は発見されなかった。その後同じレストランから再度通報があり17時30分頃にガスが漏洩していることが発覚した。
原因は同年2月から3月にかけて行われた下水道管を敷設した際の埋戻し復旧工事によって地盤沈下が生じたことにより、ガス管が破断し、大量のガスが漏洩したためだと推定された。都市ガス内には人体に有害な一酸化炭素が、致死量をはるかに上回る9.00%含まれていた。また、犠牲者が出た歯科医院内や排水口、地中などからは爆発下限以上のガスが検出され二次災害の恐れもあった。
事故を受け、同年5月24日より5月25日にかけ、東京通商産業局（現:経済産業省東京経済産業局）が保安規程の遵守状況等の調査のため、立入検査を実施した。また同年5月25日に行われた衆議院商工委員会（現:経済産業委員会）に社長と下水道事業を受け持つ藤枝市長、下水道工事を担当した園田工務店の社長が参考人招致され事故の経緯を説明した。
事故を機に、ガス用鋳鉄管の防蝕を施さない地中埋設が禁じられ、またガス管の掘り起こし・埋戻しの際にガス事業者の立会の義務化がなされた。また後年には鋳鉄管よりも柔軟な樹脂製のガス用ポリエチレン管が開発された。しかし樹脂製のガス管への変更は進んでおらず、本件事故と同様、下水道工事の埋め戻しを行なった箇所で取り替えられていなかった老朽化した鋳鉄管が破断しガスが漏洩した結果3名が死亡する北見市都市ガス漏れ事故が2007年に発生した。